# Lydney
Lydney är en stad och en civil parish i Forest of Dean i Gloucestershire i England. Orten har 8 776 invånare (2011). Staden nämndes i Domedagsboken (Domesday Book) år 1086, och kallades då Lindenee.